# Intel 8085
Intel 8085 var en 8-bitars mikroprocessor som formgavs och tillverkades av Intel i mitten av 1970-talet. Den var programkompatibel med den berömda Intel 8080 men krävde färre stödkretsar, vilket i sin tur möjliggjorde byggandet av enklare och billigare mikrodatorsystem.
Femman i modellnumret härstammar från att 8085:an behövde endast en +5-volts (V) matningsspänning snarare än de +5V, -5V, och +12V som 8080 behövde. Båda processorerna användes ibland i datorer som körde operativsystemet CP/M, och senare användes 8085:an som en mikrokontroller (till stor del på grund av dess komponentreducerande egenskaper ovan). Båda processorerna överskuggades dock av den kompatibla men mer kapabla Zilog Z80, som tog över större delen av CP/M-datormarknaden och även den stora hemdatormarknaden i början och mitten av 1980-talet. 8085:an användes under lång tid som mikrokontroller. Sedan den börjat användas i kretskort som kontrollenheten DECTape i slutet av 1970-talet fortsatte den att användas så länge dessa var i produktion (ofta mycket längre än den användes i bordsdatorer).

## CPU-arkitektur
8085-arkitekturen är en Von Neumann-arkitektur med en 16-bitars adressbuss och en 8-bitars databuss.
8085:an kan adressera 216 (= 65 536) individuella 8-bitars minnesceller. Dess adressrymd är alltså 64 KiB. Till skillnad från andra mikroprocessorer från den tidseran har den en separat adressrymd för upp till 2^8 (=256) I/O-portar. Den hade 7 allmänna register som vanligtvis betecknades A (för "ackumulator"), B, C, D, E, H och L. Övriga specialregister är en 16-bitars programräknare (PC), stackpekare (SP) och ett 8-bitars flaggregister F. Mikroprocessorn har tre maskerbara interrupter(RST 7.5, RST 6.5 och RST 5.5), en Non-Maskable interrupt (TRAP), och en extern interruptledning (INTR).